# Клашниця
44°41′ пн. ш. 15°47′ сх. д. / 44.68° пн. ш. 15.78° сх. д.
Клашниця (хорв. Klašnjica) — населений пункт у Хорватії, у Лицько-Сенській жупанії у складі громади Удбина.

## Населення
Населення за даними перепису 2011 року становило 3 осіб.
Динаміка чисельності населення поселення:

## Клімат
Середня річна температура становить 7,13 °C, середня максимальна – 21,08 °C, а середня мінімальна – -8,08 °C. Середня річна кількість опадів – 1359 мм.
| Клімат поселення                              | Клімат поселення | Клімат поселення | Клімат поселення | Клімат поселення | Клімат поселення | Клімат поселення | Клімат поселення | Клімат поселення | Клімат поселення | Клімат поселення | Клімат поселення | Клімат поселення | Клімат поселення |
| Показник                                      | Січ.             | Лют.             | Бер.             | Квіт.            | Трав.            | Черв.            | Лип.             | Серп.            | Вер.             | Жовт.            | Лист.            | Груд.            |                  |
| Середній максимум, °C                         | 4,42             | 5,35             | 8,29             | 12,29            | 17,22            | 20,47            | 21,08            | 20,88            | 16,74            | 12,22            | 7,14             | 3,38             |                  |
| Середня температура, °C                       | −1,82            | −0,9             | 2,03             | 6,02             | 10,96            | 14,21            | 16,66            | 16,48            | 12,33            | 7,82             | 2,74             | −1,02            |                  |
| Середній мінімум, °C                          | −8,08            | −7,17            | −4,22            | −0,23            | 4,70             | 7,96             | 12,27            | 12,10            | 7,94             | 3,42             | −1,65            | −5,41            |                  |
| Норма опадів, мм                              | 96               | 99               | 104              | 117              | 103              | 104              | 76               | 90               | 127              | 142              | 166              | 135              |                  |
| Середньомісячна швидкість вітру, м/с          | 2.41             | 2.52             | 2.73             | 2.61             | 2.41             | 2.14             | 2.08             | 1.98             | 2.14             | 2.34             | 2.58             | 2.68             |                  |
| Середньомісячна сонячна радіація, кДж/м²·день | 4709             | 7425             | 10850            | 15258            | 19234            | 21441            | 22961            | 19924            | 14713            | 9623             | 5177             | 3971             |                  |
| --------------------------------------------- | ---------------- | ---------------- | ---------------- | ---------------- | ---------------- | ---------------- | ---------------- | ---------------- | ---------------- | ---------------- | ---------------- | ---------------- | ---------------- |
| Джерело:                                      |                  |                  |                  |                  |                  |                  |                  |                  |                  |                  |                  |                  |                  |